# 欧阳武
欧阳武（1881年—1976年3月29日），男，江西吉水人，中华民国、中华人民共和国军事及政治人物。

## 生平
欧阳武是江西省吉水縣枫江林桥村人。1903年，欧阳武考入江西武备学堂，1904年，考取官费赴日本留学，入日本陸軍士官學校，与李烈钧为同学。1909年，从日本陸軍士官學校畢業回国，任江西陆军第二十七混成协参军官，1911年改任炮兵营管带（营长）。
1911年武昌起义爆发，欧阳武随同李烈钧起义，并出师北伐，任南雷支队长，驻兵湖北黄陂。1912年，李烈钧任江西都督，欧阳武任江西护卫军司令官，不久改任江西陆军第二旅旅长，旋即升任师长。
1913年二次革命，李烈钧占领湖口后，欧阳武被江西省议会推选为江西都督。湖口起义失败后，欧阳武在吉安青原山剃髮出家，法号“止戈”。同年9月，在江西吉安青原山中被江西水巡局局长倪占魁逮捕，解往南昌交李纯收押。1913年9月27日被李纯派人解往北京，陆军部判处其有期徒刑八年。11月2日，袁世凯下令予以特赦，欧阳武便留居北京。
1916年4月10日，恢复中将官位，欧阳武即请以南北联合谈判特使的身份赴江南，途经洛阳，被吴佩孚识破其想法，电吿北京，“放欧阳武回南方，是放虎归山，俾南方革命势力壮大，为虎添翼。”北京乃急电召回欧阳武。1925年，曹锟未聘欧阳武为顾问，欧阳武乃欲携家眷回江西，江西督军蔡成勳闻知，聘其为顾问，后来邓如琢也聘欧阳武为顾问，均请其留居北京。
1928年北京政府倒台，欧阳武回到江西，寓居南昌，任江西国术馆馆长，江西省政府顾问，先后充朱培德、王钧、王金钰、孙连仲等的顾问，朱绍良的驻赣绥靖主任公署、蒋介石的陆军空军总司令南昌行营的参议，南昌市政府参事，南昌市银行以及江西裕民银行董事。1933年，任江西省经济审核委员会委员长。1939年，任江西省第一届临时参议会参议员。民國三十六年（1947年），在原籍江西省吉水縣當選為第一屆國民大會代表。
1949年，参加江西省促进和平会，作为“江西八老”（欧阳武、彭程万、杨庸笙、伍毓瑞、龚师曾、柳潘国、李尚康、王明选）之一，和其他七老共同力主南昌不修筑防御工事，提出“不要战争，要和平”、“不要流血，要和平解放南昌”，八老被江西省主席方天自南昌送至赣州软禁。
中华人民共和国建国后，欧阳武将其三哥欧阳成所留藏书捐入江西省图书馆。历任江西省人民政府委员、江西省政协副主席、江西省副省长等职务。欧阳武是全国人民代表大会第一、二、三届代表。
1976年3月29日，欧阳武病逝于南昌，享耆壽95岁。

## 家族
- 三哥：欧阳成（1878-1939），字集甫，号南云，江西吉水枫江林桥村人。近代著名藏书家。

清光绪三十二年（1906年）留学日本，民国初年归国，后为国会众议院议员，先后供职北京税务处、南昌南州国学院，所撰专著或译著及诗文集、日记等均有存世。
- 养子：欧阳柏修，生卒不详，系欧阳武二哥之子。欧阳武并无子嗣，因而将二哥之子欧阳柏修常年带在身边，视如己出。欧阳柏修曾任江西南昌陆军测量局股长，因病早逝。

## 著作
- 《南雷诗草》陈三立序其诗云：“磊坷恢疏，直抒胸臆。厉气树骨，无复齐梁间藻绸侈靡之习，则其力追神契，固自有在。子建虽不可及，不得谓非进取之狂者也。” [1]